# Anders Samuelsen

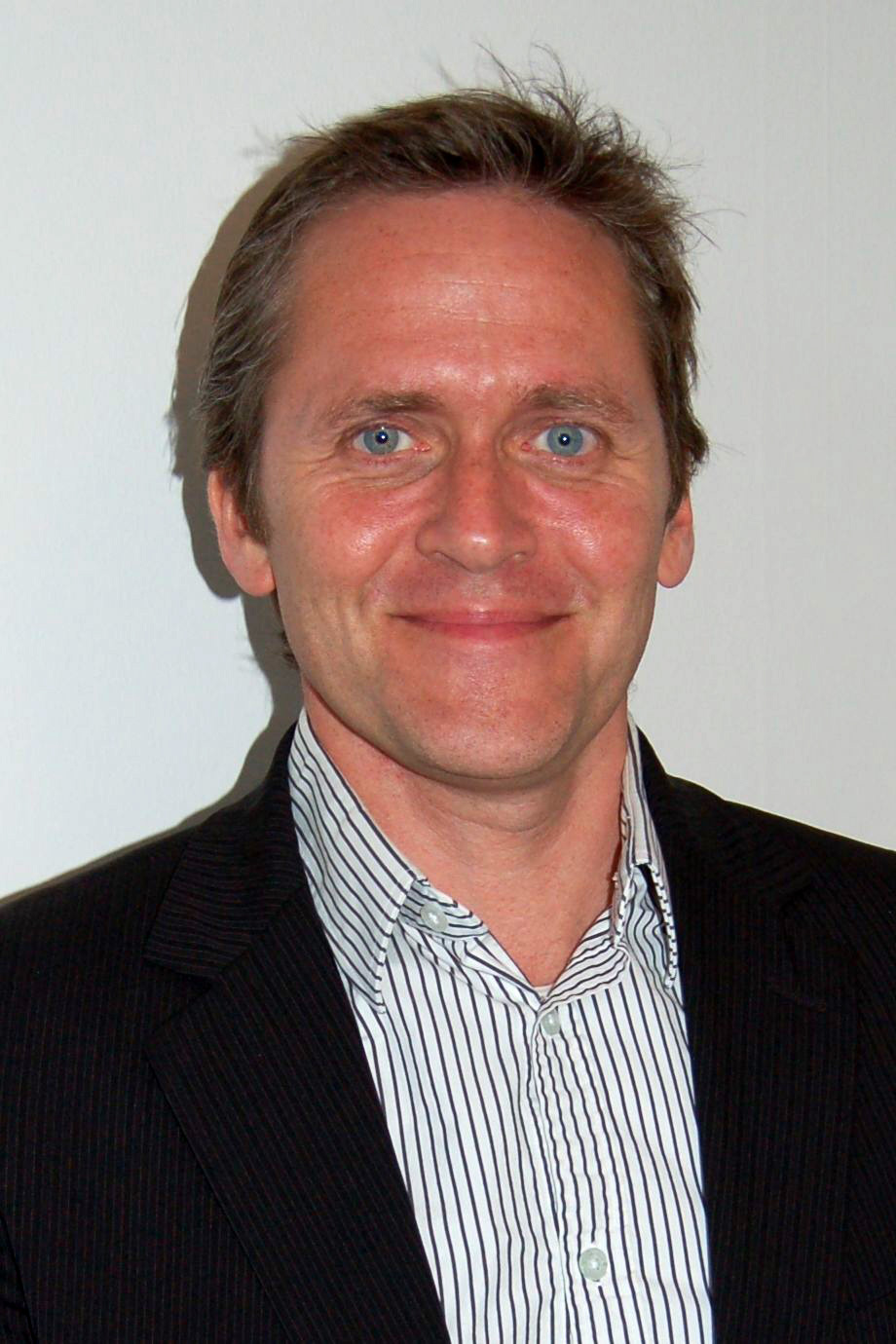
Anders Samuelsen, 2010

Anders Samuelsen (* 1. August 1967 in Horsens) ist ein dänischer Politiker und Mitglied des Folketings für die Partei Liberal Alliance. Vom 28. November 2016 bis zum 27. Juni 2019 war er Außenminister Dänemarks.

## Werdegang
Anders Samuelsens ist der Sohn von Anna Holm und Ole Samuelsen, der von 1968 bis 1973 Parlamentsabgeordneter für die liberale Partei Radikale Venstre war.
1993 erhielt Samuelsen einen Master in Politikwissenschaft an der Universität Aarhus. Er war zunächst im Finanzministerium angestellt. Von 1994 bis 1998 arbeitete er als Berater und Abteilungsleiter an der Gehörlosenschule Castberggård. Seit 2003 ist er Präsident des Verbands der freiwilligen Rettungsbereitschaft.
Nach dem Ende seiner politischen Karriere ist Samuelsen unter anderem als Geschäftsführer eines Beleuchtungsunternehmens aus Aarhus tätig.

## Politik
Während der Zeit von 1998 bis 2004 war er für die Radikale Venstre Abgeordneter im Folketing. Dann wechselte er ins Europaparlament. Am 7. Mai 2007 gründete Samuelsen zusammen mit MdEP Gitte Seeberg und dem Folketingsmitglied Naser Khader die liberal-konservative Partei Ny Alliance (Neue Allianz). Seit dem 13. November 2007 vertritt Samuelsen die Partei im Folketing als Abgeordneter. Am 27. August 2008 änderte die Partei ihren Namen in Liberal Alliance. Nach turbulenten Anfangsjahren wurde Samuelsen zum unbestrittenen Frontmann der nun neoliberal ausgerichteten Partei.
Seit dem 28. November 2016 war Samuelsen Außenminister in der Regierung Lars Løkke Rasmussen II. In der vom 28. November 2016 bis zum 27. Juni 2019 amtierenden Regierung Lars Løkke Rasmussen III bildete die Liberal Alliance eine Koalition mit der rechtsliberalen Venstre und den Konservativen. Auch in dieser Konstellation bekleidete Samuelsen das Amt des Außenministers.
Bei der Folketingswahl 2019 erlitt die Partei große Verluste, die Zwei-Prozent-Hürde wurde mit 2,3 % nur knapp übersprungen und die Fraktion schrumpfte von 13 auf vier Abgeordnete. Auch Samuelsen verfehlte die Wiederwahl ins Parlament. Daraufhin trat er von seinem Amt als Parteivorsitzender zurück, sein Nachfolger wurde Alex Vanopslagh. Da die Regierung Løkke Rasmussen III bei der Wahl ihre Parlamentsmehrheit verloren hatte, schied Samuelsen bei Antritt der sozialdemokratischen Regierung Frederiksen I auch aus dem Amt des Außenministers.